# She's No Angel (canción)
«She's No Angel» (en español: «Ella no es un ángel») es una canción de rock escrita por el cantante, guitarrista y teclista Myles Goodwyn y el guitarrista Gary Moffet. Se enlistó originalmente como la octava melodía del álbum en directo Live at the El Mocambo de la banda canadiense de rock April Wine, lanzado en 1977 por el sello discográfico Aquarius Records.

## Lanzamiento y recepción
Este tema fue publicado como sencillo en 1977, siendo el único del disco antes mencionado.  En la cara B del vinilo se adhirió la canción «Gimmie Love» —lanzada como sencillo de The Whole World's Goin' Crazy un año antes— en su versión de estudio. Dicha melodía fue compuesta por Myles Goodwyn y Hovaness Hagopian.
A diferencia del sencillo anterior, «She's No Angel» no consiguió entrar en los listados de éxitos de Canadá.

## Lista de canciones

### Cara A
| side one |                  |                             |          |  |
| N.º      | Título           | Escritor(es)                | Duración |  |
| 1.       | «She's No Angel» | Myles Goodwyn / Gary Moffet | 3:11     |  |

### Cara B
| side one |               |               |          |  |
| N.º      | Título        | Escritor(es)  | Duración |  |
| 2.       | «Gimmie Love» | Myles Goodwyn | 4:07     |  |

## Créditos
- Myles Goodwyn — voz principal, guitarra y teclados
- Gary Moffet — guitarra y coros
- Steve Lang — bajo y coros
- Jerry Mercer — batería y coros